# Comtat de Västmanland
El Comtat de Västmanland o Västmanlands län, és un comtat o län al centre de Suècia. Fa frontera amb els comtats de Södermanland, Örebro, Dalarna i Uppsala. El comtat també aplega part dels marges del llac de Mälaren.

## Municipis
El llac de la dreta és el Mälaren; el llac de l'esquerra és el Hjälmaren.

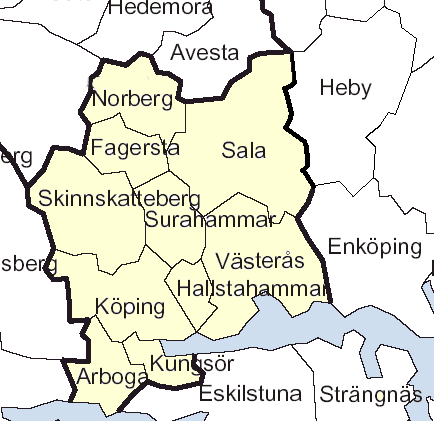
Comtat de Västmanland

- Arboga
- Fagersta
- Hallstahammar
- Heby
- Kungsör
- Municipi de Köping
- Norberg
- Sala
- Skinnskatteberg
- Surahammar
- Västerås